# الرقم الخاص

اتصال خدمة عملاء نموذجي خلال عملية المصادقة التي تتضمن الرقم الخاص لكلا الخادم والعميل.

الرقم الخاص، Cryptographic nonce هو رقم أو رمز ثنائي (بت) يستخدم لمرة واحدة فقط، غالباً ما يكون عشوائياً (أو ما يظهر بمظهر العشوائي) يتم إصداره من قِبَل بروتوكول المصادقة Authentication protocol للتأكد من أن أي اتصال قديم لا يمكن استخدامه في هجوم إعادة الإرسال.
هذه الأرقام الخاصة تختلف في كل مرة يتم فيها تقديم Authentication challenge response code، وكل طلب لعميل له تسلسل رقمي نادر، مما يجعل من هجوم إعادة الإرسال شبه مستحيل.
للتأكد من أن الرقم الخاص يتم استخدامه لمرة واحدة فقط يجب أن يكون متغيراً مع الوقت (يحتوي على ختم وقت مناسب ومتغير في جزء من قيمته time-stamp)، أو يتم احتسابه بطريقة معينة ويكون الناتج عدد معين من الـ bits العشوائية لضمان وجود احتمال ضئيل جداً لإعادة احتساب القيمة السابقة العشوائية، وتقليل احتمال تكرار القيم هو متطلب أساسي لاحتساب قيمة هذا الرقم الخاص.